# Hyrnethion
Koordinaten: 37° 38′ 2,5″ N, 23° 7′ 18,7″ O

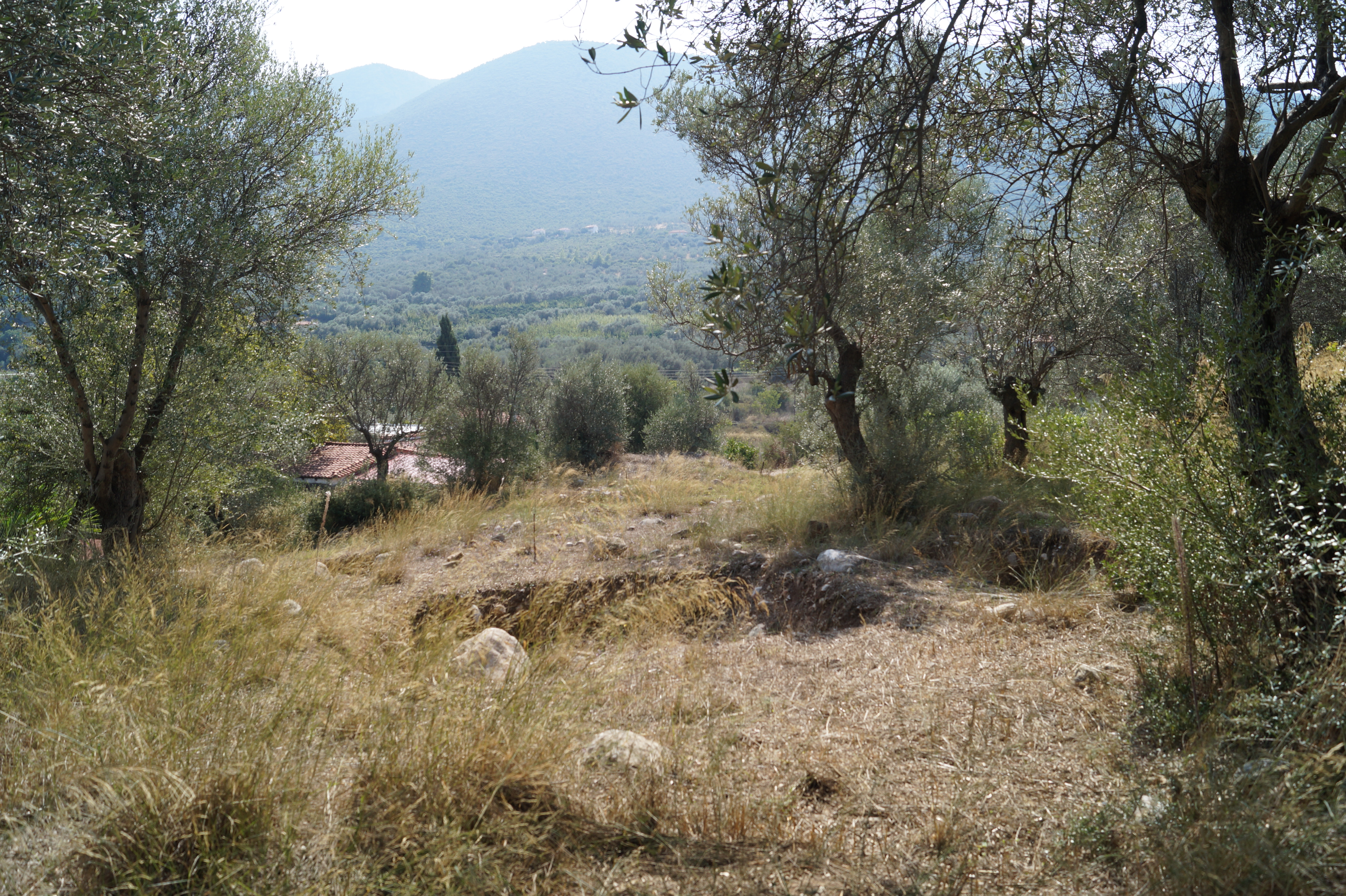
Ausgrabungsstätte auf dem Hügel Koloti

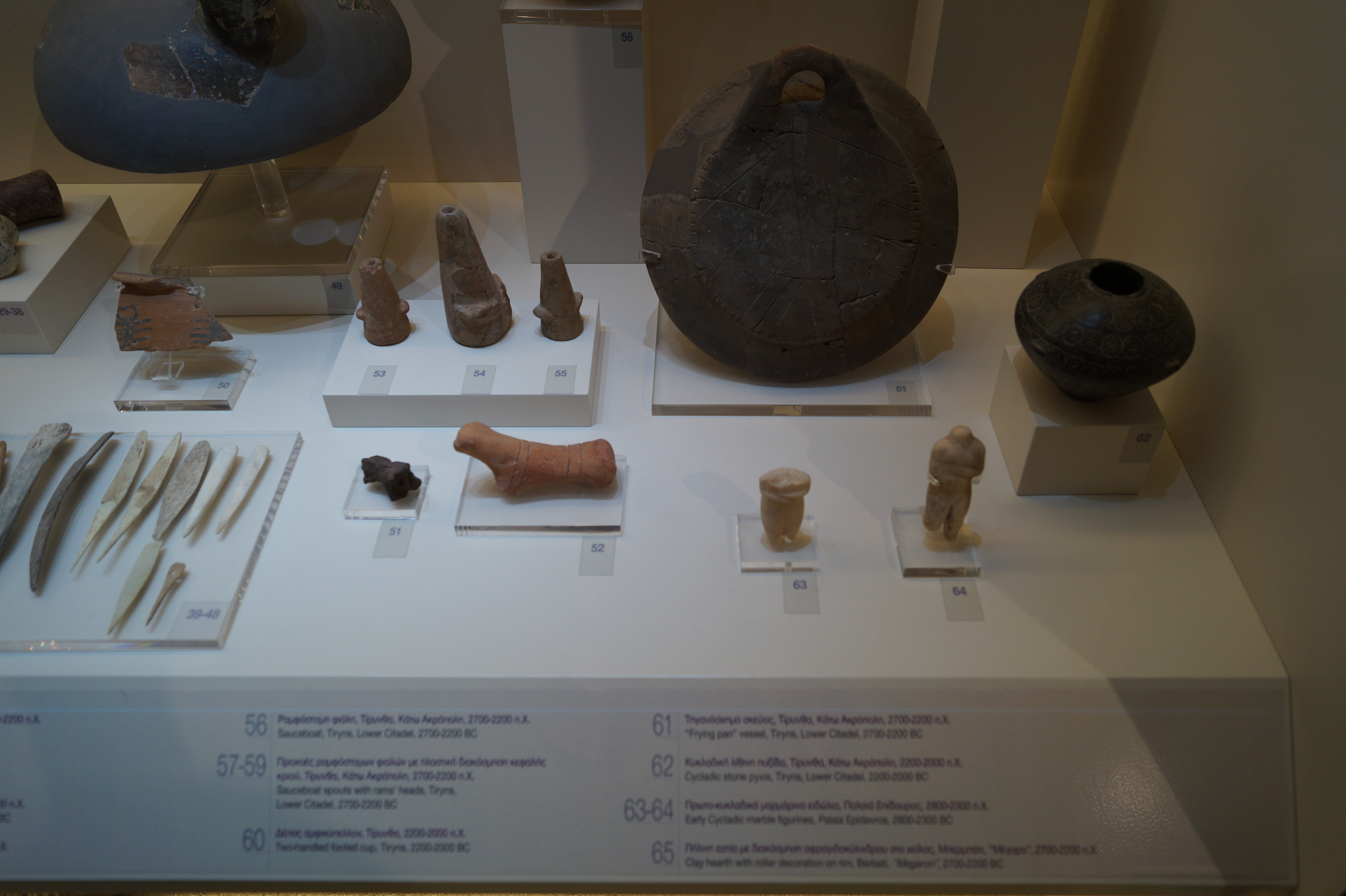
Frühhelladische Funde im Archäologischen Museum von Nafplio; Nr. 63: Kykladenidol vom Hügel Koloti

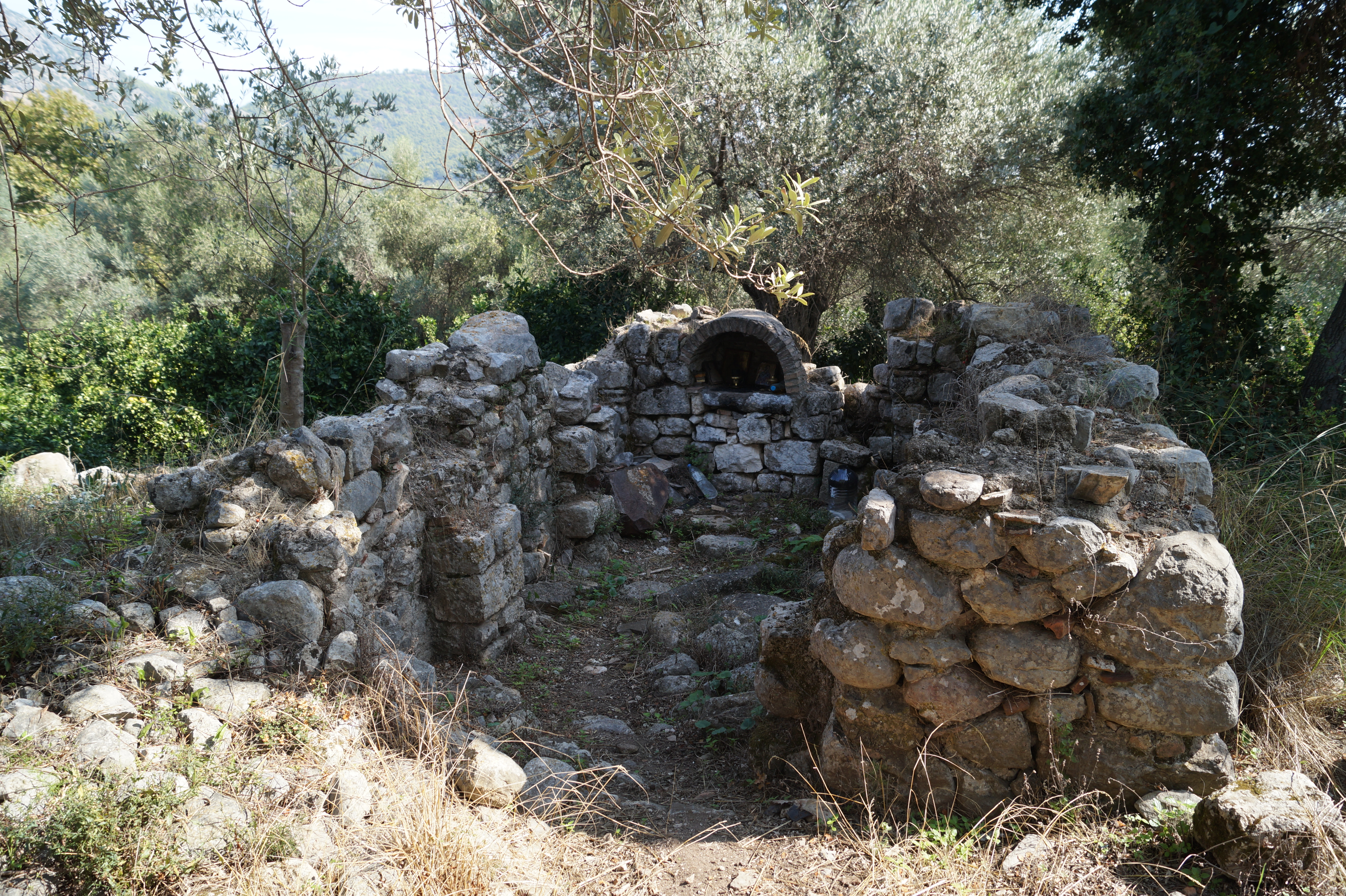
Byzantinische Kirche Agios Nikolaos

Hyrnethion (altgriechisch Ὑρνήθιον) hieß das Heroon der Hyrnetho bei Epidauros auf dem Peloponnes in Griechenland. Pausanias berichtet, dass es an der Straße, die vom Asklepiosheiligtum zur Hafenstadt Epidauros führte, lag und dass Hyrnetho hier begraben war. Es gab hier alte Olivenbäume und es war verboten abgebrochene Äste mitzunehmen.
Dieses Heiligtums lag vermutlich auf dem Hügel Koloti, der am westlichen Ortsrand von Epano Epidavros liegt. Etwa 50 m nördlich des alten Verlaufs der Nationalstraße Ethniki Odos 70 von Lygourio über Agios Andreas nach Archea Epidavros befindet sich die Ausgrabung auf der östlichen Seite des Koloti. Ein unbefestigter Weg führt im Halbbogen um die Ausgrabungsstätte. Etwa 20 m nördlich des unbefestigten Weges befinden sich die Ruinen des Klosters Agios Nikolaos und einer byzantinischen Saalkirche. Unterhalb des Hügels gibt es eine Quelle zu der ein Pilgerweg führt.
1994 führte man am östlichen Abhang des Hügels Notgrabungen durch. Hierbei entdeckte man bereits an der Oberfläche Scherben und Gebäudereste aus dem Frühhelladikum II (2800–2300 v. Chr.). Man fand auch ein zerbrochenes Kykladenidol aus Marmor vom Spedos-Typ. Am linken Oberschenkel hat die Figur zwei Löcher, die anscheinend der Reparatur dienten. Außerdem stieß man auch auf menschliche Gebeine.